# Californische towie
De Californische towie (Melozone crissalis) is een zangvogel uit de familie Emberizidae (gorzen).

## Verspreiding en leefgebied
Deze soort telt 8 ondersoorten:
- M. c. bullata: van zuidwestelijk Oregon tot het noordelijke deel van Centraal-Californië.
- M. c. carolae: binnenlands Californië.
- M. c. petulans: de noordkust van Californië.
- M. c. crissalis: de kust van centraal Californië.
- M. c. eremophila: het oostelijke deel van Centraal-Californië.
- M. c. senicula: de zuidkust van Californië en noordelijk Baja California.
- M. c. aripolia: centraal Baja California.
- M. c. albigula: zuidelijk Baja California.